# 헌팅던셔

헌팅던셔의 위치

헌팅던셔(영어: Huntingdonshire)는 잉글랜드 케임브리지셔주에 위치한 비도시 자치구로 중심 도시는 헌팅던이며 인구는 173,605명(2014년 기준), 면적은 912.5km2이다.